# 히라야촌
히라야촌(일본어: 平谷村)은 일본 나가노현 시모이나군에 속하는 촌이다. 나가노현에서 가장 인구가 적은 자치체이다.
마을의 대부분이 야하기강 유역이다. 이 때문에 같은 강 유역의 아이치현 도요타시·니시미카와와의 관계가 강하다.

## 지리
나가노현 남서단에 위치하고 기후현과 인접하며 해발 1,500m 전후의 산들로 둘러싸인 산촌으로 마을 중심부에는 해발 900m의 평탄지가 펼쳐져 있다. 대륙성 기후로 여름은 냉량하고 겨울은 한랭해 -10°C를 밑돈다.

## 역사
다케다 신겐에 의해 미카와 진출을 위한 군용도로로 개발된 이나 가도변에 히라야주쿠가 놓였고 에도 시대에는 막부 직할령(천령)인 이지마 대관소의 지배지로 신슈와 미카와를 연결하는 산슈 가도로 번창했다.
- 1934년 4월 1일 - 나미아이촌(波合村)이 나미아이촌(浪合村)과 히라야촌으로 분리되어 성립하였다.

## 인구
| 연도 | 인구  | ±%     |
| ---- | ----- | ------ |
| 1940 | 1,500 | —      |
| 1950 | 1,318 | −12.1% |
| 1960 | 1,121 | −14.9% |
| 1970 | 679   | −39.4% |
| 1980 | 657   | −3.2%  |
| 1990 | 617   | −6.1%  |
| 2000 | 712   | +15.4% |
| 2010 | 566   | −20.5% |

## 교통

### 도로
- 국도 153호선
- 국도 418호선